# Bythiospeum hungaricum
Bythiospeum hungaricum is een slakkensoort uit de familie van de Hydrobiidae. De wetenschappelijke naam van de soort is voor het eerst geldig gepubliceerd in 1927 door Soos.